# Trichocentrum
Trichocentrum é um género botânico pertencente à família das orquídeas (Orchidaceae).      Normal   0   21         false   false   false                             MicrosoftInternetExplorer4            Foi proposto por Poepp. & Endl. em Repertorium Specierum Nova Genera ac Species Plantarum 2: 11, pl. 115, em 1836. O Trichocentrum pulchrum Poepp. & Endlich é sua espécie tipo. O nome do gênero é uma referência à aparência de seu esporão, ondulado como cabelo.
Durante 160 anos seu número de espécies cresceu vagarosamente até atingir cerca de 20 espécies, no entanto, nos últimos dez anos Pupulin descreveu uma dúzia de novas espécies provenientes da Costa Rica, e finalmente M.W.Chase e N.H.Williams a ele subordinaram 33 espécies provenientes de outros gêneros, fazendo deste um gênero bastante heterogêneo com mais de 60 espécies.
Trichocentrum é o gênero mais antigo de um grupo de gêneros aparentados que inclui também Cohniella, Lophiaris, Saundersia e a secção pulvinata de Oncidium, grupo para o qual foram propostos dois nomes, Grandiphyllum e Aurasianorum. As espécies dos gêneros Cohniella e Lophiaris que foram subordinadas a Trichocentrum por Chase e Williams, no âmbito de de subgênero. Como esta última reclassificação altera consideravelmente o perfil do gênero, e principalmente, como não tem sido aceita com facilidade pela comunidade científica, tratamos este gênero conforme seu perfil original, por hora as espécies recentemente subordinadas vem em seus gêneros alternativos.
Trichocentrum compreende cerca de 30 espécies epífitas, de crescimento cespitoso, distribuídas do México à Argentina, concentrando-se na Costa Rica e Brasil. São parentes próximas de Oncidium, dos quais se distinguem pois seu labelo, na base concrescido com a coluna, formando uma bolsa, é prolongado em esporão roliço e normalmente longo.
São plantas de pequeno porte, pouco mais de 10 centímetros, com pseudobulbos pequenos e unifoliados, portando folha apical geralmente grossa, larga, plana e coriácea, normalmente pendente ou inclinada. A inflorescência brota das axilas das Baínhas que escondem os pseudobulbos, é racemosa, pendente e bastante curta. Comporta até três flores que abrem em sucessão e geralmente ficam escondidas pelas folhas.
As flores são grandes quando comparadas ao tamanho da planta. As sépalas e pétalas são livres e muito se assemelham. O labelo, além do citado calcar , possui calos e lamelas variados conforme a espécie e salienta-se bastante em relação às pétalas e sépalas. A coluna é curta e possui um par de asas apicais. A antera abriga duas polínias.
Estas espécies podem ser plantadas em tocos ou placas, e mesmo eventualmente vasos. Deve-se coloca-las em local de iluminação e umidades intermediárias e fornecer adubação bem como regas abundantes durante sua fase de crescimento.

## Espécies
1. Trichocentrum aguirrei  (Königer) M.W.Chase & N.H.Williams, Lindleyana 16: 218 (2001)
2. Trichocentrum albococcineum  Linden, Ann. Hort. Belge Étrangère 15: 103 (1865)
3. Trichocentrum andreanum  (Cogn.) R.Jiménez & Carnevali, Icon. Orchid. 5-6: t. 697 (2002 publ. 2003)
4. Trichocentrum andrewsiae  (R.Jiménez & Carnevali) R.Jiménez & Carnevali, Icon. Orchid. 5-6: ix (2002 publ. 2003)
5. Trichocentrum ascendens  (Lindl.) M.W.Chase & N.H.Williams, Lindleyana 16: 137 (2001)
6. Trichocentrum aurisasinorum  (Standl. & L.O.Williams) M.W.Chase & N.H.Williams, Lindleyana 16: 137 (2001)
7. Trichocentrum bicallosum  (Lindl.) M.W.Chase & N.H.Williams, Lindleyana 16: 137 (2001)
8. Trichocentrum binotii  (Pabst) J.M.H.Shaw, Orchid Rev. 120(1297, Suppl.): 16 (2012)
9. Trichocentrum biorbiculare  (Balam & Cetzal) R.Jiménez & Solano, Acta Bot. Mex. 97: 53 (2011)
10. Trichocentrum brachyceras  Schltr., Repert. Spec. Nov. Regni Veg. Beih. 7: 184 (1920)
11. Trichocentrum brachyphyllum  (Lindl.) R.Jiménez, Acta Bot. Mex. 97: 53 (2011)
12. Trichocentrum brandtiae  Kraenzl., Bull. Herb. Boissier 5: 109 (1897)
13. Trichocentrum brenesii  Schltr., Repert. Spec. Nov. Regni Veg. Beih. 19: 248 (1923)
14. Trichocentrum brevicalcaratum  C.Schweinf., Amer. Orchid Soc. Bull. 13: 388 (1945)
15. Trichocentrum caloceras  Endres & Rchb.f., Gard. Chron. 1871: 1257 (1871)
16. Trichocentrum candidum  Lindl., Edwards's Bot. Reg. 29(Misc.): 9 (1843)
17. Trichocentrum capistratum  Linden & Rchb.f., Gard. Chron. 1871: 1257 (1871)
18. Trichocentrum carthagenense  (Jacq.) M.W.Chase & N.H.Williams, Lindleyana 16: 137 (2001)
19. Trichocentrum cavendishianum  (Bateman) M.W.Chase & N.H.Williams, Lindleyana 16: 137 (2001)
20. Trichocentrum cebolleta  (Jacq.) M.W.Chase & N.H.Williams, Lindleyana 16: 137 (2001)
21. Trichocentrum cepula  (Hoffmanns.) J.M.H.Shaw, Orchid Rev. 120(1297, Suppl.): 16 (2012)
22. Trichocentrum chrysops  (Rchb.f.) Soto Arenas & R.Jiménez, Icon. Orchid. 5-6: ix (2002 publ. 2003)
23. Trichocentrum costaricense  Mora-Ret. & Pupulin, Selbyana 15: 94 (1994)
24. Trichocentrum cymbiglossum  Pupulin, Lindleyana 9: 51 (1994)
25. Trichocentrum dianthum  Pupulin & Mora-Ret., Selbyana 15: 90 (1994)
26. Trichocentrum estrellense  Pupulin & J.B.García, Lindleyana 10: 195 (1995)
27. Trichocentrum flavovirens  (L.O.Williams) M.W.Chase & N.H.Williams, Lindleyana 16: 137 (2001)
28. Trichocentrum fuscum  Lindl., Edwards's Bot. Reg. 23: t. 1951 (1837)
29. Trichocentrum haematochilum  (Lindl. & Paxton) M.W.Chase & N.H.Williams, Lindleyana 16: 137 (2001)
30. Trichocentrum helicanthum  (Kraenzl.) ined., Orchid Rev. 120(1297, Suppl.): 16 (2012)
31. Trichocentrum hoegei  Rchb.f., Gard. Chron., n.s., 16: 717 (1881)
32. Trichocentrum ionopthalmum  Rchb.f., Gard. Chron., n.s., 6: 100 (1876)
33. Trichocentrum johnii  (Oppenheim) M.W.Chase & N.H.Williams, Lindleyana 16: 137 (2001)
34. Trichocentrum jonesianum  (Rchb.f.) M.W.Chase & N.H.Williams, Lindleyana 16: 137 (2001)
35. Trichocentrum lacerum  (Lindl.) J.M.H.Shaw, Orchid Rev. 120(1297, Suppl.): 16 (2012)
36. Trichocentrum lanceanum  (Lindl.) M.W.Chase & N.H.Williams, Lindleyana 16: 137 (2001)
37. Trichocentrum leeanum  Rchb.f., Flora 69: 550 (1886)
38. Trichocentrum leptotifolium  (Cetzal & Carnevali) R.Jiménez & Solano, Acta Bot. Mex. 97: 54 (2011)
39. Trichocentrum lindenii  (Brongn.) M.W.Chase & N.H.Williams, Lindleyana 16: 137 (2001)
40. Trichocentrum longifolium  (Lindl.) R.Jiménez, Acta Bot. Mex. 97: 54 (2011)
41. Trichocentrum lowii  (Rolfe) M.W.Chase & N.H.Williams, Lindleyana 16: 137 (2001)
42. Trichocentrum loyolicum  Pupulin, Karremans & G.Merino, Harvard Pap. Bot. 13: 220 (2008)
43. Trichocentrum luridum  (Lindl.) M.W.Chase & N.H.Williams, Lindleyana 16: 137 (2001)
44. Trichocentrum margalefii  (Hágsater) M.W.Chase & N.H.Williams, Lindleyana 16: 137 (2001)
45. Trichocentrum mattogrossense  Hoehne, Relat. Commiss. Linhas Telegr. Estratég. Matto Grosso Amazonas 1: 55 (1910)
46. Trichocentrum microchilum  (Bateman ex Lindl.) M.W.Chase & N.H.Williams, Lindleyana 16: 138 (2001)
47. Trichocentrum morenoi  (Dodson & Luer) M.W.Chase & N.H.Williams, Lindleyana 16: 138 (2001)
48. Trichocentrum nanum  (Lindl.) M.W.Chase & N.H.Williams, Lindleyana 16: 138 (2001)
49. Trichocentrum nataliae  (Balam & Carnevali) R.Jiménez & Solano, Acta Bot. Mex. 97: 54 (2011)
50. Trichocentrum neudeckeri  Königer, Arcula 6: 175 (1996)
51. Trichocentrum nudum  (Bateman ex Lindl.) M.W.Chase & N.H.Williams, Lindleyana 16: 138 (2001)
52. Trichocentrum obcordilabium  Pupulin, Novon 8: 283 (1998)
53. Trichocentrum oestlundianum  (L.O.Williams) M.W.Chase & N.H.Williams, Lindleyana 16: 138 (2001)
54. Trichocentrum orthoplectron  Rchb.f., Gard. Chron., n.s., 19: 562 (1883)
55. Trichocentrum panduratum  C.Schweinf., Amer. Orchid Soc. Bull. 14: 104 (1945)
56. Trichocentrum pendulum  (Carnevali & Cetzal) R.Jiménez & Solano, Acta Bot. Mex. 97: 54 (2011)
57. Trichocentrum pfavii  Rchb.f., Gard. Chron., n.s., 16: 70 (1881)
58. Trichocentrum pinelii  Lindl., Gard. Chron. 1854: 772 (1854)
59. Trichocentrum popowianum  Königer, Arcula 6: 178 (1996)
60. Trichocentrum porphyrio  Rchb.f., Ill. Hort. 31: 9 (1884)
61. Trichocentrum pulchrum  Poepp. & Endl., Nov. Gen. Sp. Pl. 2: 11 (1836)
62. Trichocentrum pumilum  (Lindl.) M.W.Chase & N.H.Williams, Lindleyana 16: 138 (2001)
63. Trichocentrum purpureum  Lindl. ex Rchb.f., Gard. Chron. 1854: 772 (1854)
64. Trichocentrum recurvum  Lindl., Edwards's Bot. Reg. 29(Misc.): 9 (1843)
65. Trichocentrum sierracaracolense  (Cetzal & Balam) R.Jiménez & Solano, Acta Bot. Mex. 97: 54 (2011)
66. Trichocentrum splendidum  (A.Rich. ex Duch.) M.W.Chase & N.H.Williams, Lindleyana 16: 138 (2001)
67. Trichocentrum sprucei  (Lindl.) M.W.Chase & N.H.Williams, Lindleyana 16: 218 (2001)
68. Trichocentrum stacyi  (Garay) M.W.Chase & N.H.Williams, Lindleyana 16: 138 (2001)
69. Trichocentrum stramineum  (Bateman ex Lindl.) M.W.Chase & N.H.Williams, Lindleyana 16: 138 (2001)
70. Trichocentrum teaguei  Christenson, Orchid Digest 61: 32 (1997)
71. Trichocentrum tenuiflorum  Lindl., Paxton's Fl. Gard. 1: 12 (1850)
72. Trichocentrum tigrinum  Linden & Rchb.f., Gard. Chron. 1869: 892 (1869)
73. Trichocentrum undulatum  (Sw.) Ackerman & M.W.Chase, Lindleyana 16: 225 (2001)
74. Trichocentrum viridulum  Pupulin, Novon 8: 285 (1998)
75. Trichocentrum wagneri  Pupulin, Lindleyana 10: 203 (1995)
76. Trichocentrum yucatanense  (Cetzal & Carnevali) R.Jiménez & Solano, Acta Bot. Mex. 97: 54 (2011)